# Éditions Bernard Valiquette
Les Éditions Bernard Valiquette était une maison d'édition québécoise ayant eu des activités dans des pays libres pendant la Seconde Guerre mondiale. Elle a été enregistrée en 1938 et a cessé de publier en 1946. 

## Histoire

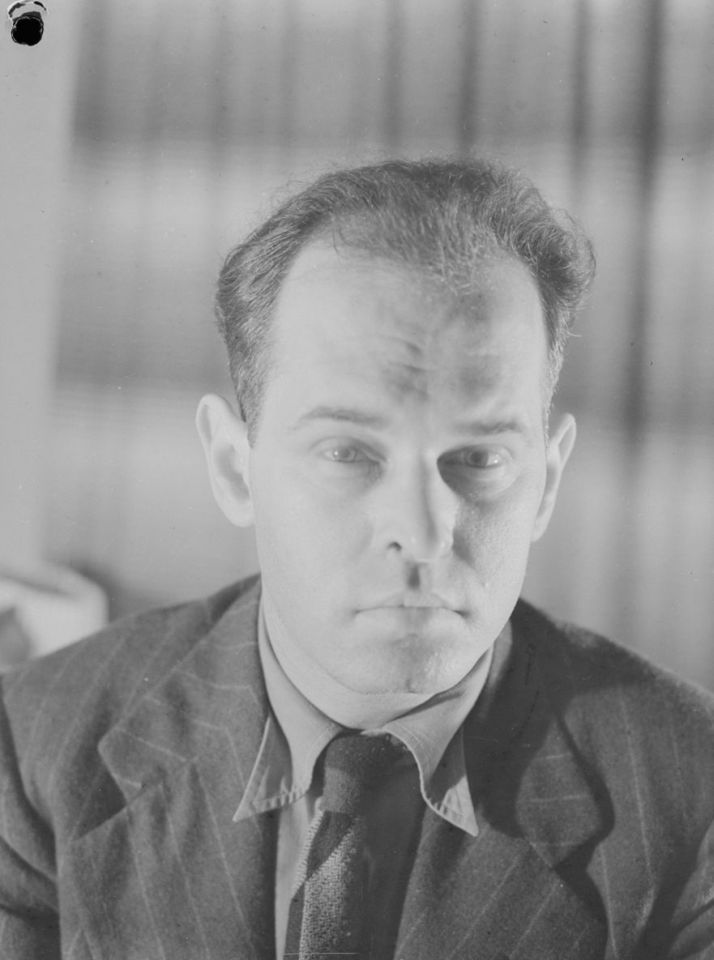
Bernard Valiquette en 1944

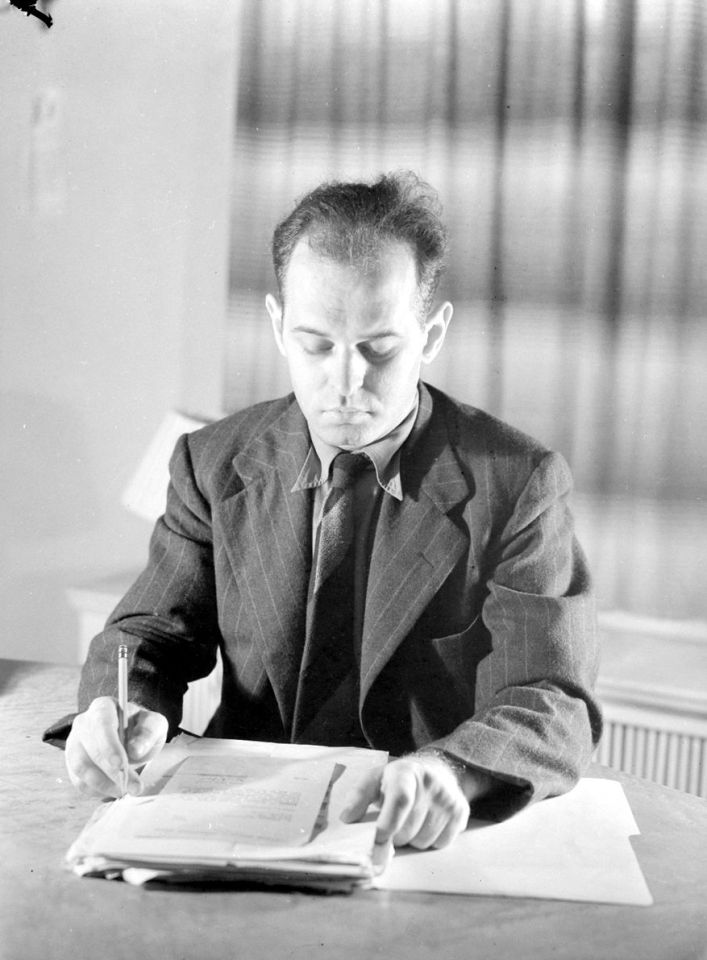
Bernard Valiquette, président des Éditions Bernard Valiquette, août 1944

À l'âge de 25 ans, Bernard Valiquette quitte son emploi aux Éditions Albert Lévesque pour fonder une année plus tard sa propre entreprise, en 1938. L'entrée en guerre de la France et son occupation par l'Allemagne ayant paralysé le marché français de la publication exportée, Valiquette et plusieurs autres éditeurs canadiens français saisirent l'occasion pour faire paraître à l'international plusieurs titres francophones de toutes origines. Cette conjoncture et l'assouplissement récent de la législation canadienne en matière de droits d'auteurs ont permis à Bernard Valiquette de faire paraître une cinquantaine d'ouvrages d'auteurs non canadiens.
En 1942 par exemple, la maison d'édition a vendu en moyenne 10 000 volumes par mois à des librairies du continent américain. Parmi des ouvrages notables : La Condition humaine d'André Malraux, Le Diable au corps par Radiguet, Morceaux choisis de Paul Claudel, etc. Elle fut de plus la première en 1944 à publier l'œuvre poétique complète de Victor Hugo en un seul volume de quelque 1600 pages.
« Bernard Valiquette Éditeur » ferme ses portes en 1946, alors que l'édition française reprend ses droits. Au bout du compte, environ 140 titres auront été publiés, dont 82 d'auteurs québécois tels que Jean Bruchési, Édouard Montpetit, Hermas Bastien, Pierre Daviault, Robert Choquette, Jean Narrache, François Hertel et Gustave Lanctôt.

## Biographie de Bernard Valiquette
Il vient au monde à Sainte-Adèle le 20 août 1913. Il travaille au Devoir de 1929 à 1932 comme commis au Service de librairie après quoi il sera secrétaire et assistant de l'éditeur Albert Lévesque. En 1937, il devient le directeur littéraire des Éditions de l'Action canadienne-française. Après la chute de la maison d'édition portant son nom en 1946, il occupe les fonctions de vice-président et gérant de la Librairie française puis séjourne de 1950 à 1952 en Europe comme représentant d'une entreprise de distribution de livres. Valiquette collabore de 1961 à 1962 à l'éphémère quotidien montréalais Le Nouveau Journal et travaille comme recherchiste à l'émission Aujourd'hui à la télévision de Radio-Canada. Il meurt le 16 septembre 1974 à Montréal.